# Euzet
Euzet é uma comuna francesa na região administrativa de Occitânia, no departamento de Gard. Estende-se por uma área de 6,81 km². Em 2010 a comuna tinha 456 habitantes (densidade: 67 hab./km²).